# Ramoncín
José Ramón Julio Márquez Martínez (Madrid, 25 de noviembre de 1955), más conocido como Ramoncín, es un cantante de rock, actor, escritor, y presentador español. Fue miembro de la junta directiva de la Sociedad General de Autores y Editores (SGAE).

## Biografía

### Ramoncín yW.C.?
Entró a formar parte de un grupo acudiendo a un anuncio que Jero Ramiro escribió en el año 1976 en Disco Express. El anuncio pedía "cantante para grupo de Vallecas. No importa que sea muy bueno pero que se lo monte bien en el escenario".[cita requerida] Ramoncín gustó bastante al grupo cuando interpretaron "Jumping Jack Flash" de los Rolling Stones en el local de ensayo. El grupo cambió su nombre a "W.C.?", y gracias a los contactos de Ramoncín empezaron a hacerse conocidos, haciendo famosos los temas como "El Rey del Pollo Frito", "Marica de terciopelo" o "Cómete una paraguaya". La prensa, sin embargo, empieza a llamar al grupo "Ramoncín y los WC?", algo que molesta al resto de la banda.
En 1977 los integrantes originales del grupo deciden dejar la banda debido al rumbo punk que Ramoncín quería tomar, siendo sustituidos por Carlos Michelini, Roberto Jiménez y Manolo Caño. Meses más tarde, Ramoncín pacta con una discográfica y graba el disco Ramoncín y W.C.?, con instrumentistas de estudio. Según Jero Ramiro, en el disco se incluían canciones que pertenecían a la banda original, sin consultar ni pedir consentimiento a sus creadores originales.
Gracias a la publicación de este disco, Ramoncín debutó con apenas 22 años. El álbum contenía temas como "El rey del pollo frito", narración en primera persona en la que el cantante se ponía en la piel de un alto dirigente discográfico. El público la malinterpretó, creyendo que hablaba de sí mismo, lo que a la larga le valió el apelativo de "Rey del Pollo Frito".

### Carrera en solitario
En 1979 sacó al mercado su segundo disco, Barriobajero, que contenía canciones que incidían en la temática social (sobre todo en los retratos de personajes marginales, como en "Chuli"). Pero fue en 1981 cuando consiguió un éxito comercial mayor gracias a Arañando la ciudad, para muchos su mejor disco.[cita requerida] En él, Ramón se abre hacia un nuevo sonido que irá evolucionando hacia el rock durante los años 80. Además, contenía hits como "Hormigón, mujeres y alcohol" (más conocida como "Litros de alcohol"), "Reina de la noche", "Putney Bridge" o "Ángel de cuero".
En 1982 publica ¡Corta!, un disco que contiene temas reseñables como "Sopa de gafas", "Bajando" y "Sal de naja". Gran aficionado a los cómics, se dedica durante una buena temporada a la crítica de los mismos, con una sección titulada "Dibujos para vacilar" en la revista Rambla. También en esa época hace su primera aparición en el cine, en la película "Adolescencia".
En 1984 edita su quinto disco, llamado Ramoncinco, con un cambio en su sonido gracias a temas como "Nicaragua", de gran carga política, coescrito con Manolo Tena, o "La chica de la puerta 16", firmada a medias con Pepe Risi (Burning).
Un año después (1985) sale al mercado Como el fuego, en la línea del anterior trabajo, con canciones como "La cita".
En 1986 sale al mercado La vida en el filo. La canción que abre el disco, "Como un susurro", cuenta con la guitarra de Brian May, de Queen. Fe ciega (1988) contaba con temas como "¡Ayúdame! (no soy un héroe)", "Forjas y aceros" y "Dos vidas".

### Al límite, cerrando una etapa
En 1990 abandonó la música con el doble disco en directo "Al límite, vivo y salvaje" para comenzar su carrera como presentador de televisión en La 2 de TVE, con el concurso Lingo, que se mantuvo en pantalla a lo largo de un lustro. Durante esta época salieron al mercado algunos recopilatorios y también algunos libros entre los que figura Tocho Cheli, una suerte de diccionario personal en el que el cantante recopiló términos de argot callejero
En 1998 vuelve a los estudios de grabación para sacar Miedo a soñar, un nuevo disco en el que presenta nuevos planteamientos sonoros y un rock más adulto.[cita requerida]
A su vez, se convierte en contertulio habitual en programas de debate como Crónicas marcianas durante su primera época o Moros y cristianos.

### Actualidad: el regreso a la música
En 2000 saca al mercado Ángel de cuero - 20 años de canciones, un recopilatorio que recoge lo mejor de su carrera como cantante, con varios temas en directo y el añadido de cinco nuevas canciones. Dos años después presenta Canciones desnudas - Volumen 1, compuesto por un disco grabado en directo en Pamplona en 1984, un disco de rarezas y un DVD; el disco no ve la luz hasta el año siguiente por problemas de distribución.
También en 2003 aparece como uno de los personajes principales de la película Tánger.
En 2005 presenta su nueva referencia: Canciones desnudas - Volumen 2, una caja con 3 DVD, dos de ellos en directo (uno en los años 80 y otro en los 90) y un tercero con entrevistas e imágenes.
Sus trece discos llegaron a vender algo más de un millón de copias, por lo que recibió en 2006 un Disco de Diamante.
En junio de 2007 abandonó la junta directiva de la SGAE tras 20 años.
En 2008 pone a la venta Memoria audiovisual, un recopilatorio que sirve de auto-homenaje a las tres décadas que lleva en la industria de la música. En él se recoge lo más granado de su pasada etapa como cantante, con numerosas escenas en directo de sus temas. Además, incluye un breve DVD que repasa su trayectoria musical.
En 2009 pone a la venta un disco de versiones bajo el pseudónimo de "The Cover Band", que recoge temas de Los Brincos, Juan y Junior y Lone Star, entre otros.
En 2010 se publicó en la Editorial Sial su libro "Ventanas del Alma (Poemas y Canciones 1973-2010", prologado por el cineasta Manuel Gutiérrez Aragón.
En 2011 lanza dos discos. En primer lugar, Grandes éxitos definitivo de Madrid a México, un disco en directo que le permite abrirse a un nuevo mercado al otro lado del Atlántico. El 6 de septiembre del mismo año, lanza Cuando el diablo canta, un disco de canciones nuevas 13 años después.
Durante la temporada de 2011-2012, colaboró en el programa de Radio Nacional, Afectos Matinales, presentado por Jordi Tuñón.
En 2015 fue pregonero del carnaval de Herencia.

### Polémica
Debido a su puesto como miembro del equipo directivo de la SGAE, su cruzada contra la piratería y la defensa de los derechos de autor y sus declaraciones, Ramoncín ha sido foco de diversas polémicas.
En su regreso a los escenarios en 2006 en la edición de ese año del Viña Rock en Villarrobledo (Albacete), Ramoncín suspendió su actuación debido a que una parte del público presente lanzó diversos objetos cuando salió al escenario. El cantante se ha caracterizado por sus críticas a la piratería musical, llegando incluso a quejarse por la supuesta falta de compromiso de otros artistas. Esto le llevó a verse envuelto en una polémica con Joaquín Sabina, a causa del título de la gira de Sabina «Carretera y top manta». En agosto de este año Ramoncín anunció que dejaría de hacer campaña «como cabeza de cartel» para la defensa de los derechos de autor porque ya había «tenido bastante».
En noviembre de 2009 los medios de comunicación informan que su asesoría jurídica, contratada para velar por su buen nombre y reputación, consiguen cerrar el 9 de noviembre el canal de la revista de humor El Jueves en la página web YouTube debido a la inclusión de dos vídeos en dicho canal, los cuales Ramoncín consideró ofensivos. Dicha publicación se refirió a él como "el tío ese que iba de rebelde y luego se operó la nariz".
El 13 de noviembre, dada la repercusión de su denuncia, Ramoncín se disculpó con la redacción de la revista y ordenó a sus abogados retirar la denuncia y solicitar a YouTube la reapertura del canal, a cambio de que la publicación retire los vídeos supuestamente ofensivos. Ramoncín amenazó con demandar varios sitios webs más, incluidos 20minutos, Wikia e Inciclopedia.
El 25 de mayo de 2015 fue acusado de apropiación indebida por la Fiscalía Anticorrupción en una pieza separada del caso SGAE, por la que se solicitó una pena de cuatro años y diez meses de prisión. El 12 de enero de 2016 fue absuelto por la Audiencia Nacional.

## Discografía
- 1978: Ramoncín y W.C.?

1. Cómete una paraguaya
2. Noche de cinco horas
3. Paga a tu hombre
4. Ponte las gafas
5. Rockandroll dudua
6. El rey del pollo frito
7. El loco de la calle larga
8. Marica de terciopelo

- 1979: Barriobajero

1. Soy un chaval
2. Cheli Regue y Rocanrol
3. Blues para un camello
4. No tengas tanta cara
5. Trozos de cristal
6. Barriobajero
7. Chuli
8. Felisín el Vacilón
9. ¡Hola muñeca!
10. No quise escribir esta canción

- 1981: Arañando la ciudad

1. Hormigón, Mujeres Y Alcohol
2. Nu Babe
3. Burlando
4. Olvida Mi Cama
5. Flores Negras
6. Presidiario
7. Reina de la Noche
8. Sangre de barrio
9. Ángel de Cuero
10. Putney Bridge
11. Mey, La Lumi

- 1982: ¡Corta!

1. Valle del Cas
2. Perdedor
3. Hombres sin alma
4. Atrapado
5. Calles oscuras
6. Sal de Naja
7. Canciones desnudas
8. Sopa de gafas
9. Bajando
10. El circo de rock

- 1984: Ramoncinco

1. Al límite
2. Golfa (Ven esta noche)
3. Jugando mal
4. Un soldado
5. La chica de la puerta 16
6. Fábrica de Hombres
7. Dueña de la ciudad
8. Marcado
9. Nicaragua

- 1984: Grandes éxitos (recopilación)
- 1985: Como el fuego

1. Estamos desesperados
2. En el espejo
3. Ella es perversa
4. Polvo blanco
5. Amor español
6. La cita
7. Como fuego
8. No te detengas
9. Tormenta en la carretera
10. Sin aire

- 1986: Éxitos en carretera (recopilación)
- 1986: La vida en el filo

1. Como un susurro
2. Mensaje
3. ¡Déjame!
4. Tiempo perdido
5. Viejo como el dolor
6. Por tu amor
7. Cuerpos calientes
8. Por ti me he vuelto loco
9. Atracador
10. A diez pasos
11. Miedo

- 1988: Fe ciega

1. ¡Ayúdame! (No soy un héroe)
2. Dos vidas
3. Bailando en la acera
4. Ese Señor de Blanco
5. Desde mi ventana
6. Forjas y Aceros
7. Fe ciega
8. No sé que pasa
9. ¿Dónde está tu sujetador?
10. Mujer de mar

- 1990: Al límite: Vivo y salvaje (directo)
- 1991: Colección privada (recopilación)
- 1998: Miedo a soñar

1. La pared
2. Rosa
3. ¡Sí, sí!
4. El corazón de la ciudad
5. Hijo
6. Sangre y lágrimas
7. Miedo a soñar
8. En el ojo de un Dios

- 2000: Ángel de cuero: 20 años de canciones (recopilación + CD extra con 5 temas nuevos)
- 2003: Canciones desnudas, vol. 1 (directo/rarezas)
- 2005: Canciones desnudas, vol. 2 (DVD)
- 2008: Memoria audiovisual 1978-2008 (2 CD + DVD, recopilación/directo)
- 2009: The Cover Band 1965-1975 (disco de versiones)

1. 98.6 (Los Ángeles)
2. A dos niñas (Juan y Junior)
3. Hey Bunny (Los Gatos Negros)
4. La Moto (Los Bravos/Los Pasos)
5. Lupita (Julián Granados)
6. Mi Calle (Lone Star)
7. Nadie te quiere ya (Los Brincos)
8. Que no soy yo (Joan Baptista Humet)
9. No se puede ser vago (Micky y Los Tonys)
10. Yo soy así (Los Salvajes)
11. Summer time girl (Los Íberos)
12. Viento de otoño (Pop Tops)
13. What can I do for you (Los Canarios)
14. Ponte de rodillas (Los Canarios)

- 2010: Grandes éxitos definitivos de Madrid a México (recopilatorio para el mercado mexicano)
- 2011: Cuando el diablo canta

1. Sombra y sueños
2. La puta suerte
3. El cuchillo y la herida
4. Huellas de sangre
5. En el infierno
6. La danza de las polillas
7. Quemando puentes
8. 10 segundos
9. La punta de la aguja
10. Mandan los lobos
11. La canción del diablo
12. Felisín el vacilón (nueva versión) [bonus track]

- 2017: Quemando el tiempo (doble CD recopilatorio + CD con 7 canciones grabadas en formato acústico + DVD)

## Filmografía
- 1982: Adolescencia
- 1982: La vendedora de ropa interior
- 1984: Un verano de infierno
- 1986: La rubia del bar
- 1988: El aire de un crimen
- 1988: Feliz cumpleaños
- 1988: Crónica Negra, episodio "Mala llet" (TV)
- 1993:  Lingo (Concurso de TV)
- 1994: Lazos (TV)
- 1994: Compuesta y sin novio, episodio "¿...Y ahora qué?" (TV)
- 2004: Tánger
- 2007: Los Serrano, episodio "Amar es transigir" (TV)
- 2015: "Gym Tony" (TV)